# Tejas
Tejas (санскрит: तेजस्о файле: «Теджас» «Сияющий») — индийский лёгкий многоцелевой истребитель четвёртого поколения. Однодвигательный самолёт выполнен по схеме «бесхвостка» с треугольным крылом.
Прототип самолёта совершил первый полёт 4 января 2001 года; разрабатывался по программе LCA (англ. Light Combat Aircraft). 4 мая 2003 года премьер-министр Атал Бихари Ваджпаи официально присвоил самолёту наименование Tejas. 
Мелкосерийное производство самолёта началось в 2007 году, первое подразделение индийских ВВС, вооружённое HAL Tejas достигло стадии боеготовности в 2016 году. В настоящее время разрабатываются двухместный учебный и палубный варианты данного самолёта. Для ВВС Индии планируется построить около 200 истребителей, а также 20 двухместных учебных самолётов. Потребность ВМС оценивается в 40 самолётов, которые должны будут заменить стоящие на вооружении СВВП Sea Harrier и Hawker Siddeley Harrier.

## История
Программа по созданию многофункционального истребителя индийской разработки была начата в 1983 году.  Целью проекта было создание самолета для замены советских МиГ-21, который к тому времени устарел. Наблюдая за модернизацией ВВС Пакистана и Китая Индия приняла решение модернизировать свои ВВС. В июне 1984 года в Бангалоре было создано Агентство по разработке авиационной техники (ADA), приступившее к работе над проектом индийского легкого истребителя. Самолёт разрабатывался индийским Агентством развития авиации (ADA), а главным подрядчиком работ выступила компания Hindustan Aeronautics, которые также занялись созданием собственного авиационного турбовентиляторного двигателя.
В 1985 году были представлены технико-экономические обоснования по созданию легкого боевого самолета, нацеленного в первую очередь на обеспечение превосходства в воздухе, а во вторую очередь для поддержки наземных сил.
Турбовентиляторный двигатель для самолета был спроектирован при участии французской компании SNECMA, а в качестве консультанта в работе над проектом была привлечена французская авиастроительная фирма Dassault.
Основной проект был закончен к началу 1990 года. По проекту новый самолет мог нести вдвое больше вооружения, чем МиГ-21. В ноябре 1996 года со стапеля сошел первый прототип истребителя. Однако первый полет истребитель совершил через пять лет в 2001 году. Столько времени потребовалось на доделки и исправление выявленных недостатков.
Для окончательной доводки самолета и запуска его в производство Индия обратилась к израильским специалистам. К концу 2006 года была завершена программа испытаний, в ходе которой было облетано три прототипа. В те же сроки с помощью иностранных специалистов проводилась доводка двигателя.

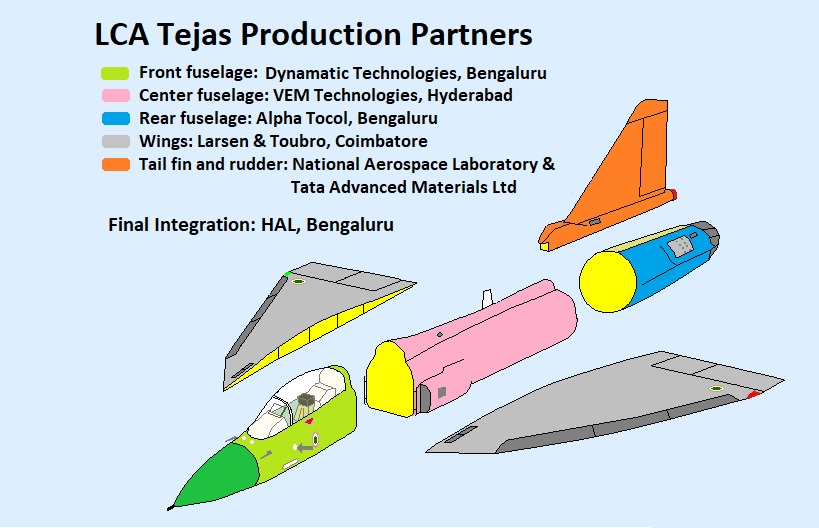
Индийская производственная кооперация LCA-Tejas.

После многих лет работы компания Hindustan Aeronautics Limited  и другие смежные предприятия из Индии смогли довести до серийного производства и эксплуатации истребитель собственной разработки. Самолеты Tejas строятся серийно и поставляются в войска.
В марте 2012 года был подписан контракт на поставку ВВС Индии первых 40 серийных Tejas.
ВВС Индии 27 мая 2020 года на авиабазе в Сулуре провели официальную церемонию ввода в эксплуатацию первого легкого боевого самолета LCA Tejas Mk.1 в стандарте полной готовности к боевому применению.
В мае 2020 года Индия отказалась от тендера по приобретению 114 новых машин иностранной разработки в пользу закупки 83 лёгких боевых самолётов LCA «Теджас» на сумму около 6 млрд долларов США госкомпании Hindustan Aerospace Limited (HAL). Тендер по закупке 114 самолётов был объявлен после провала конкурса MMRCA
ВВС попросила государственную авиастроительную компанию Hindustan Aeronauttics Limited поддерживать темп производства 20 истребителей в год, чтобы к началу 2028 года поставки были завершены.

## Конструкция

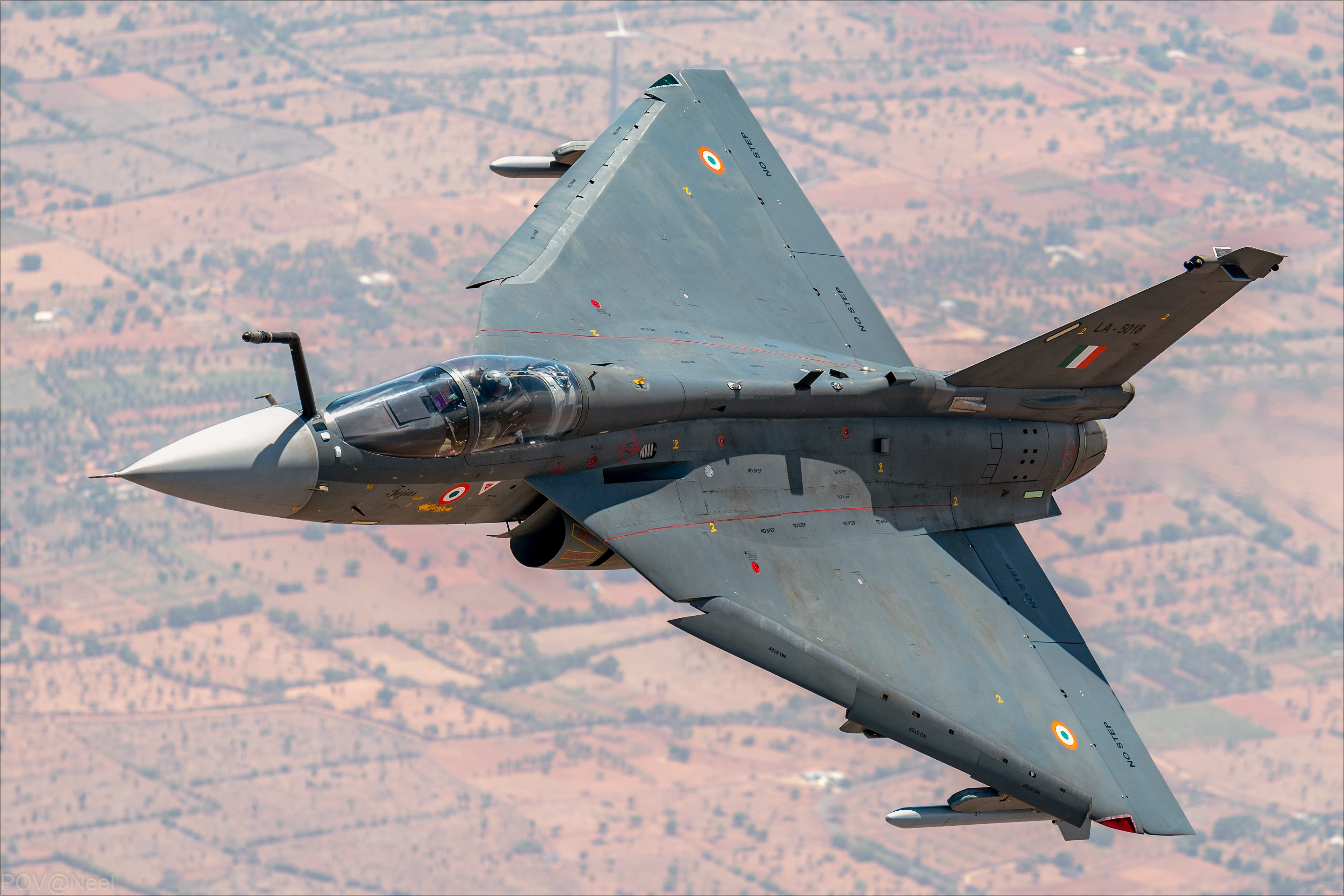
HAL Tejas из состава 18-й эскадрильи Flying Bullets, октябрь 2021.

Однодвигательный самолёт схемы «бесхвостка» с треугольным среднерасположенным крылом. В конструкции самолёта широко применены композиционные материалы на долю которых приходится 45 процентов по массе планера 90 процентов по площади поверхности. В частности 34 процентов фюзеляжа типа полумонокок выполнено из углепластика). Из композиционных материалов выполнены верхняя и нижняя часть обшивки крыла, рули управления, киль, лонжероны, стрингеры, элевоны, воздухозаборники. Использование в конструкции планера композиционных материалов позволило свести массу истребителя к минимуму. В конструкции крыла и поверхностей управления использованы усиленные углеволокнистые пластики. В остальной части планера применены алюминиево-литиевые сплавы, за исключением зон около двигателя, где использованы титановые сплавы.
S-образные воздухозаборники также выполнены из углепластика, расположены по бокам фюзеляжа, такая схема экранирует лопатки турбины двигателя и снижает радиолокационную заметность.
Крыло - треугольное в плане имеет переменную стреловидность по передней кромке и уменьшенную стреловидность корневой части, что обеспечивает летчику хороший обзор в нижней плоскости. На передней кромке крыла расположен трехсекционный предкрылок, а всю заднюю кромку занимают двухсекционные элевоны.
Силовой набор крыла - лонжероны и стрингеры изготовлены из композиционных материалов. Верхняя и нижняя обшивки крыла также изготовлены из углепластиковых композитов и крепятся к силовому набору болтами. В местах сопряжения крыла и фюзеляжа расположены щелевые вихрегенераторы.
Фюзеляж - типа полумонокок. В хвостовой части фюзеляжа справа и слева от киля расположены два воздушных тормоза, изготовленных из углепластика. По бокам фюзеляжа прямо под передней кромкой крыла находятся два нерегулируемыех воздухозаборника полукруглого сечения. Фиксируемая геометрия воздухосборников ограничивает максимальную скорость до 1,6М, но благодаря этому удалось избежать излишней сложности конструкции.

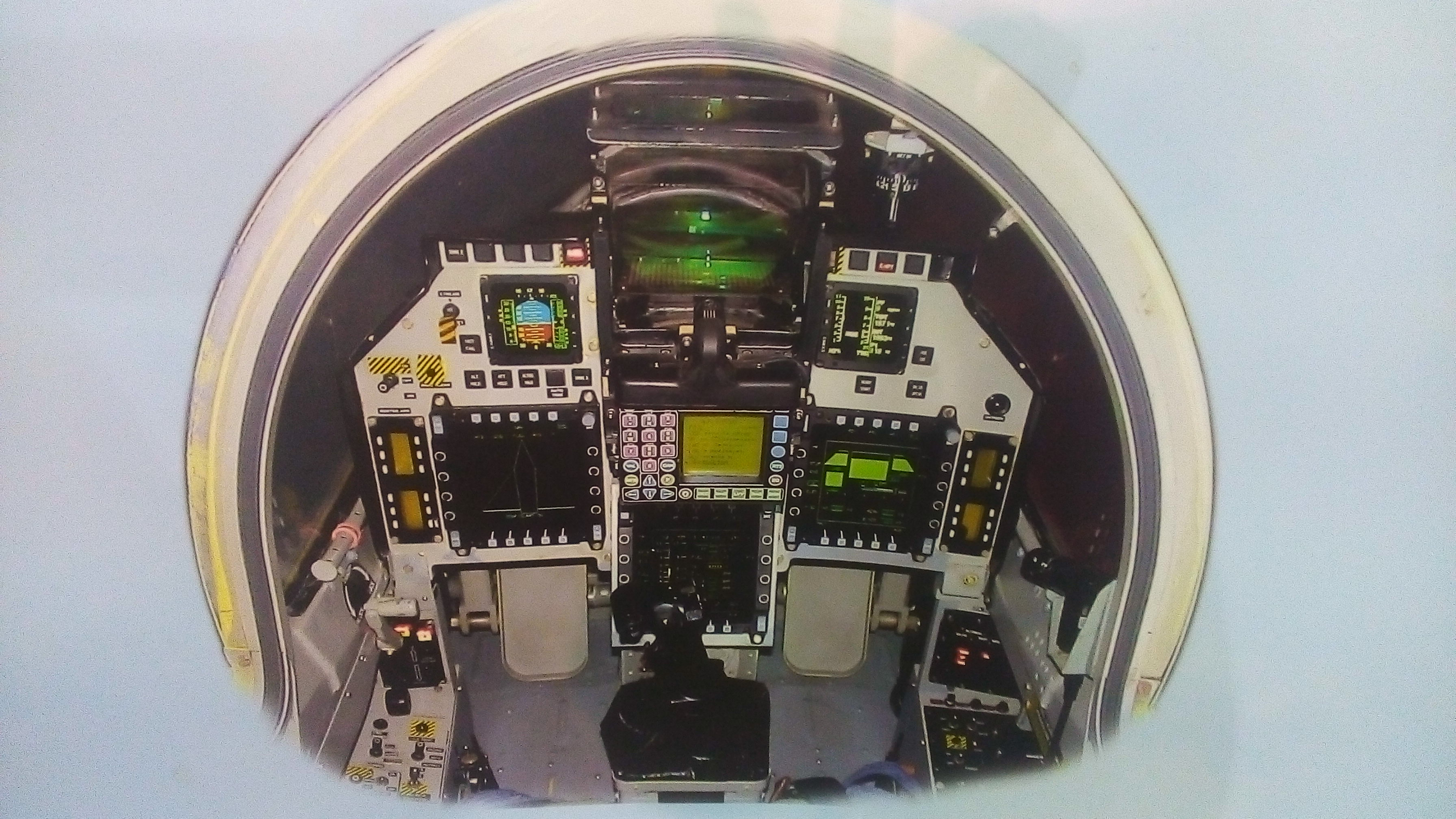
Кабина пилота.

Остекление фонаря кабины летчика состоит из неподвижного монолитного козырька и колпака, откидывающегося назад. Конструкция фонаря обеспечивает летчику хороший обзор, особенно вперед и вниз.
В хвостовой части фюзеляжа, в контейнере под стабилизатором, размещен тормозной парашют.
Силовая установка - на истребителе планировалось установка индийского турбовентиляторного двигателя Kaveri. Но создание и отработка отечественного индийского двигателя затянулась. Было принято решение о закупке американских двигателей General Electric F404-GE-F2J3 мощностью 8200 кгс для отработки прототипов. Серийные самолеты предполагается оснащать двигателями GTRE GTX-35VS Kaveri мощностью 8500-8800 кгс.
Управление двигателем осуществляется с помощью полностью автономной цифровой системы KADECU. Для автономного запуска двигателя на истребителе установлен стартер, работающий на жидком топливе.
Внутренние топливные баки вмещают 3000 кг топлива. На нижней плоскости каждой консоли крыла и под фюзеляжем имеются точки крепления для пяти подвесных сбрасываемых топливных баков емкостью по 800 или 1200 литров. Запас топлива может быть пополнен с помощью дозаправки в воздухе. С правой стороны фюзеляжа, у козырька остекления кабины, монтируется неубирающийся Г-образный топливоприемник системы дозаправки в полете.
Шасси - трехопорное. Передняя опора двухколесная, в полете убирается в отсек под кабиной летчика с поворотом вперед-вверх. Основные опоры одноколесные. В полете убираются посредством гидравлического привода в фюзеляжные отсеки, расположенные по бокам каналов воздухозаборников. Колеса укомплектованы углеродными тормозами, имеется автоматизированная система управления процессом торможения.
Общесамолетные системы и целевое оборудование
Кабина пилота оборудована ручкой управления и тремя большими многофункциональными дисплеями, с помощью которых летчик осуществляет пилотирование. БРЭО интегрировано с другими системами, такими как инерциальная навигационная система, через центральный компьютер и три информационных канала. Органы управления крыла приводятся в движение с помощью четырехкратно резервированной электродистанционной системой управления (ЭДСУ) фирмы Мартин Мариетта с повышенной устойчивостью к внешним электромагнитным воздействиям.
Гидравлическая система истребителя обеспечивает работу поверхностей управления, крыльевой механизации, системы уборки и выпуска шасси, тормозов колес шасси и воздушных тормозов. Электрическая система питает ЭДСУ и БРЭО. На самолете имеется система кондиционирования воздуха.
Летчик размещается в катапультном кресле, которое обеспечивает покидание самолета на нулевых скорости и высоте.
Основу комплекса бортового радиоэлектронного оборудования (БРЭО) составляет дублированная бортовая цифровая вычислительная машина (БЦВМ) - бортовой компьютер, интегрированная с другими элементами БРЭО и вооружением посредством трех цифровых шин данных.
В носовой части фюзеляжа расположена многофункциональная когерентная импульсно-доплеровская бортовая радиолокационная станция (БРЛС), обеспечивающая одновременное обнаружение и сопровождение несколько воздушных целей, в том числе и на фоне земли, а также картографирование земной поверхности с высоким разрешением, слежение за наземными или морскими малоразмерными целями.
На внешних узлах подвески предусмотрена возможность размещения контейнеров с тепловизионной или телевизионной (с высокой степенью разрешения) навигационно-прицельной аппаратуры и станции обнаружения подсвеченных лазером наземных целей, что обеспечивает применение корректируемых авиационных бомб (КАБ) и другого высокоточного оружия.
Основу навигационного оборудования составляет инерционная навигационная система (ИНС) на лазерных гироскопах. Имеется приемник радионавигационной системы TACAN.
Связное оборудование состоит из радиостанции КВ и УКВ-диапазонов, обеспечивающих телекодовую связь с наземными и воздушными пунктами управления и наведения.
Средства радиоэлектронной безопасности (РЭБ) включает приемник радиоразведки, станцию активных помех и контейнеры с ложными тепловыми и радиолокационными целями.
На лобовом стекле имеется широкоугольный индикатор. Ведутся работы по созданию для истребителя нашлемного прицела-индикатора.
Вооружение
Самолет оснащен встроенной пушкой калибра 23 мм с боекомплектом 220 снарядов, размещенной под фюзеляжем. На истребителе предусмотрено семь внешних узлов подвески (шесть под крыльями и один под фюзеляжем), на которых располагается вооружение, включающее ракеты "воздух-воздух" малой и средней дальности, управляемые ракеты класса "воздух-поверхность", корректируемые авиабомбы,  неуправляемые авиационные ракеты (НАР), свободно падающие бомбы и бомбовые кассеты различных типов

## Модификации
- LCA — базовая модификация
- LCA (N) — палубная версия LCA

## Тактико-технические характеристики

### Технические характеристики
- Экипаж: 1 человек
- Длина: 13,2 м
- Размах крыла: 8,2 м
- Высота: 4,4 м
- Площадь крыла: 37,5 м²
- Коэффициент удлинения крыла: 1,8
- Масса пустого: 5500 кг
- Нормальная взлетная масса: 12 500 кг
- Максимальная взлетная масса: 15 500 кг
- Объём топливных баков: 3000 л (+ 4000 (5 × 800) л или 3600 (3 × 1200) л в ПТБ)
- Двигатели:
  - 1 × ТРДДФ General Electric F-404-GE-IN20 (HAL Tejas Mk.1)/1 × ТРДДФ General Electric F414-GE-INS6 (HAL Tejas Mk.2)
  - Тяга максимальная: 1 × 53,9 кН (F-404-GE-IN20)
  - Тяга на форсаже: 1 × 89,8 кН (F-404-GE-IN20)/1 × 98,0 кН (F414-GE-INS6)

### Лётные характеристики
- Максимальная скорость: 1920 км/ч (M=1,8)
- Практическая дальность: 2000 км
- Продолжительность полёта: 2,3 часа (без дозаправки)
- Практический потолок: 15 950 м
- Нагрузка на крыло: в зависимости от нагрузки: от 330 до 410 кг/м²
- Тяговооружённость: 0,73
- Максимальная эксплуатационная перегрузка: +8,0/-3,5 g

### Вооружение
- Пушечное: 1 × 23-мм двухствольная пушка ГШ-23 (220 снарядов)
- Точки подвески: 8 (по 3 под каждой консолью, центральнофюзеляжный и один слева под фюзеляжем для контейнеров с оборудованием)
- Боевая нагрузка: 4000 кг различного вооружения:
  - ракеты «воздух-воздух»: «Астра», Р-77 и Р-73
  - противокорабельные ракеты, управлемые и свободнопадающие бомбы, НАР

## Галерея

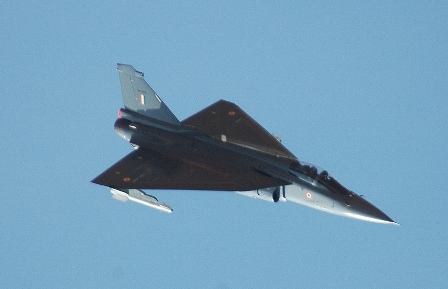
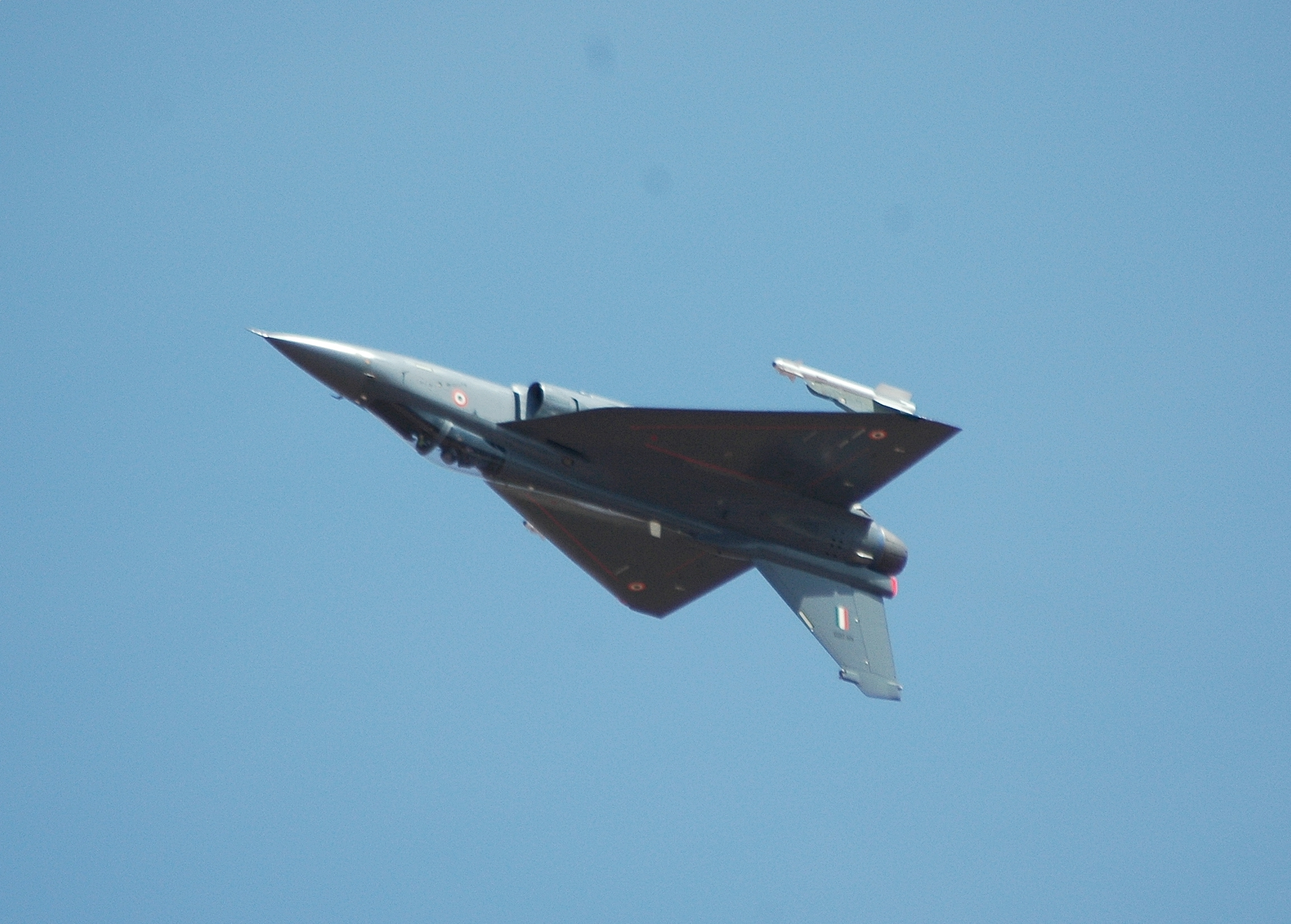
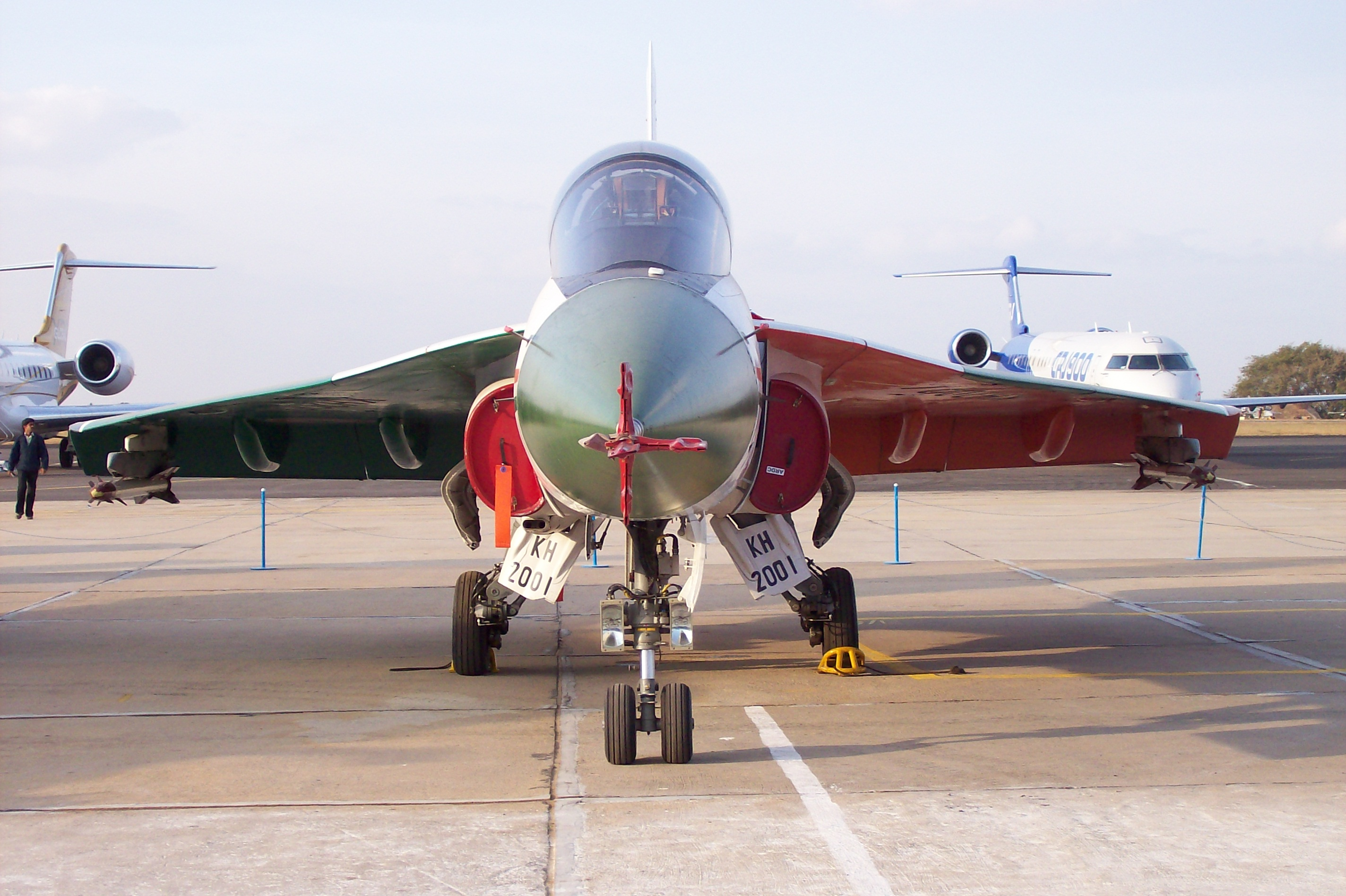
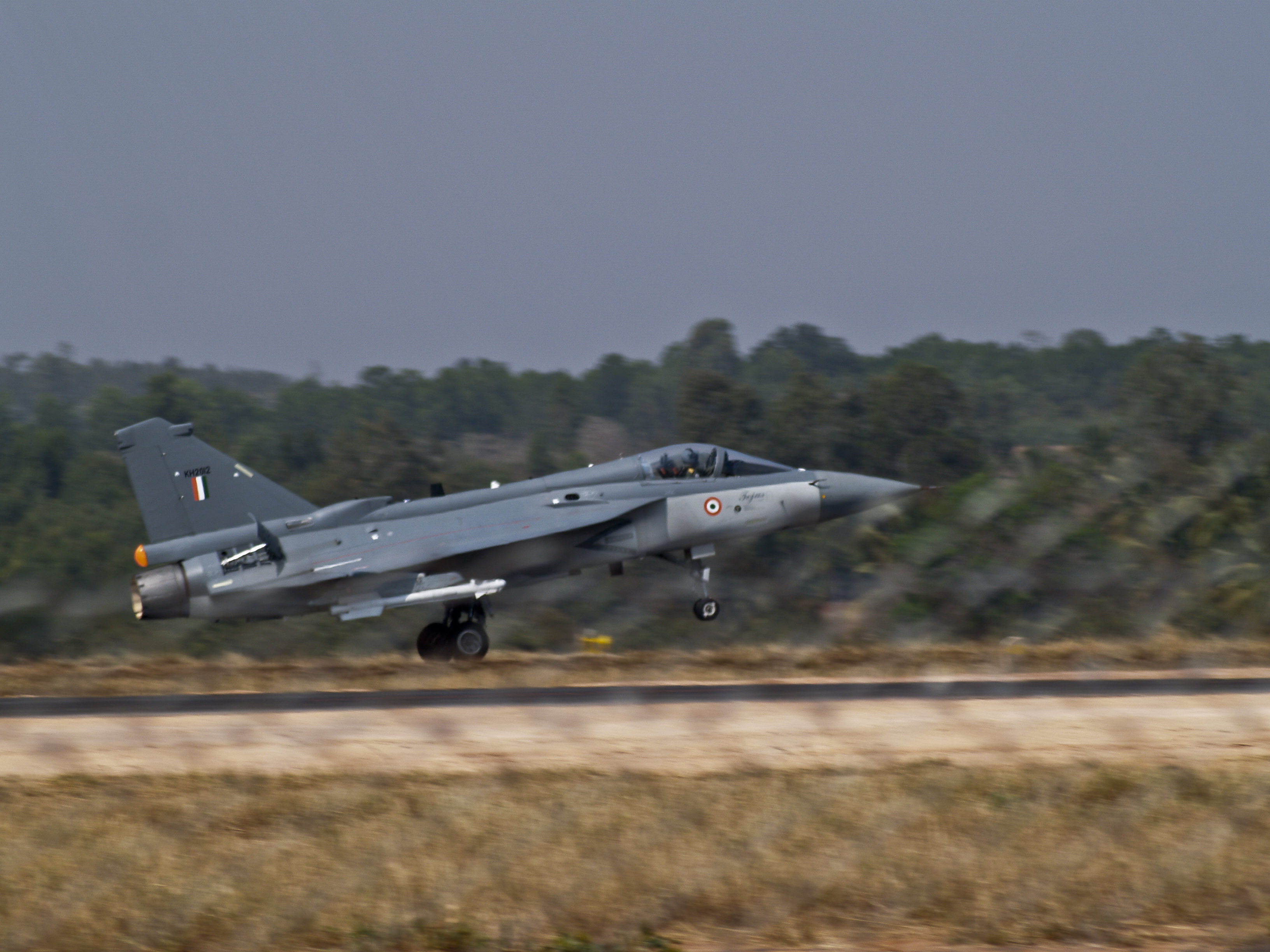
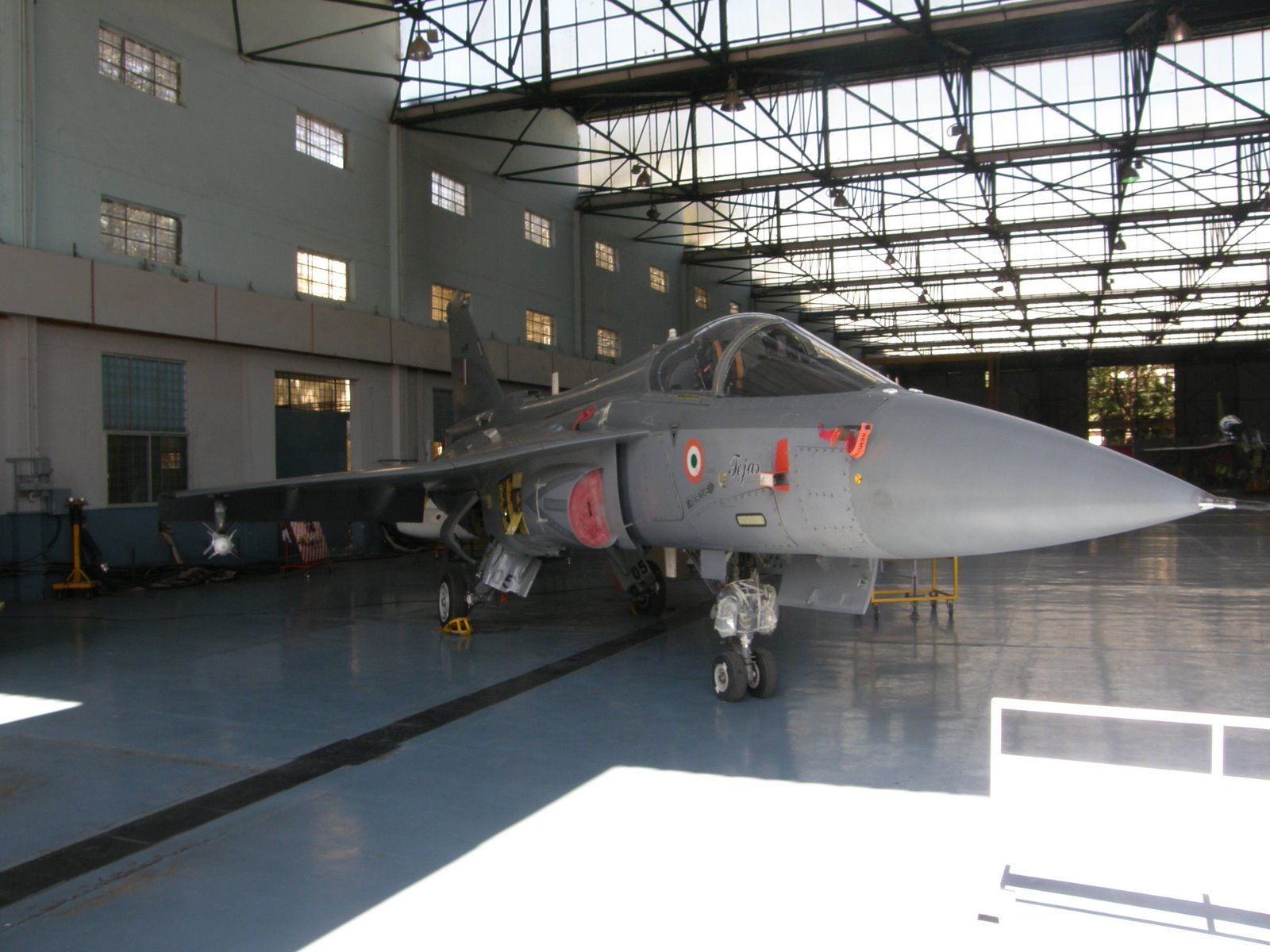